# Yevgeniy Berezkin
Yevgeniy Berezkin (tiếng Belarus: Яўген Бярозкiн; tiếng Nga: Евгений Берёзкин; sinh 5 tháng 7 năm 1996) là một cầu thủ bóng đá Belarus hiện tại thi đấu cho BATE Borisov.

## Danh hiệu
BATE Borisov
- Vô địch Giải bóng đá ngoại hạng Belarus: 2017
- Vô địch Siêu cúp bóng đá Belarus: 2017